# Epworth (Zimbabwe)
Epworth is een voorstad ten zuidoosten van de Zimbabwaanse hoofdstad Harare.

## Ligging
Epworth ligt op circa 10 kilometer afstand van het stadscentrum van de hoofdstad Harare. Het is een dichtbevolkte slaapstad, die door een riviertje in twee delen is verdeeld. Tussen de woonwijken van Epworth en die van Harare is geen landelijk gebied meer aanwezig. De balancerende rotsen aan de noordkant van de stad zijn bekend, en staan afgebeeld op de bankbiljetten van Zimbabwe.

## Geschiedenis
De missiepost Epworth Mission werd in 1890 gesticht door methodistisch predikant Shimmin. 
Een grote instroom van bewoners vond plaats tussen 1975 en 1985; het aantal inwoners bedroeg 20.000 in 1980 en 35.000 in 1987. In 2002 bedroeg het aantal inwoners 113.884 en in 2012 167.500. Epworth was niet bedoeld als een stedelijk woongebied, de snelle bevolkingsgroei vond plaats op land zonder stromend watervoorziening of sanitaire voorzieningen. Toch werd Epworth door de overheid getolereerd als informele vestigingsplaats omdat een aantal mensen er al langere tijd woonde.
In plaats van over te gaan tot gedwongen verhuizing en afbraak, besloot men om de woonomstandigheden te verbeteren en iets te doen aan het voorzieningenniveau. Door de verdere groei van de bevolking bleven er toch illegale wijken ontstaan. Voor diensten op het gebied van gezondheidszorg zijn twee klinieken aanwezig.

## Ontwikkelingsniveau
Enkele scholen, kantoren en de westelijke wijken Stopover, Chinamano en OverSpill hebben aansluiting op het elektriciteitsnet. De meeste inwoners proberen wat te verdienen als straatverkopers en informele handarbeiders. De stad is verdeeld in wijken die worden gescheiden door onverharde wegen. Er zijn drie scholen voor voortgezet onderwijs gevestigd, Epworth High School, Domboramwari High School, en Muguta Secondary School. Omdat de meeste huizen gebouwd zijn van ongebakken stenen, kunnen ze bij zware regen beschadigd raken of instorten.

### Sociale achteruitgang
Door de zware economische tijden die het land heeft meegemaakt sinds het eind van de 20e eeuw, is de misdaad in de overbevolkte voorstad toegenomen. De misdaadcijfers in Epworth waren in het verleden altijd lager, al lijkt justitie meer grip op de kwestie te krijgen.